# Arroyo del Sauce (Arroyo del Arenal)
Der Arroyo del Sauce ist ein Fluss in Uruguay.
Er entspringt  in der Cuchilla Grande Inferior einige Kilometer nordöstlich von Ismael Cortinas, südwestlich von La Casilla und unmittelbar westlich der dort verlaufenden Ruta 23. Von dort fließt er auf dem Gebiet des Departamentos Flores in westliche Richtung. Er mündet nördlich von Ismael Cortinas als rechtsseitiger Nebenfluss in den Arroyo del Arenal.